# Fosfaatrechten
Fosfaatrechten, een type productierechten, bepalen in Nederland de maximale fosfaatproductie (en dus mest) per kalenderjaar voor bedrijven die bedrijfsmatig melkvee houden. De basis van het fosfaatrechtenstelsel ligt in de Meststoffenwet. Eén fosfaatrecht staat gelijk aan de productie van één kilogram fosfaat.
Bij de introductie van de fosfaatrechten kregen melkveehouders gratis de fosfaatrechten behorende bij hun bedrijf toegewezen. Het was vanaf dat moment verboden meer fosfaat te produceren dan men aan fosfaatrechten had gekregen. De fosfaatrechten die men kreeg was gebaseerd op het aantal stuks melkvee en jongvee dat men hield op 2 juli 2015, minus 8,3% voor niet-grondgebonden bedrijven. Dit aantal werd vermenigvuldigd met de fosfaatproductienorm die behoorde tot de gemiddelde melkproductie (in 2015) per koe op dat bedrijf.
De wet biedt de mogelijkheid tot verhandelen van de fosfaatrechten, waarbij er bij overdracht steeds 10% van de rechten vervalt (afroming bij overdracht). Ook biedt de wet mogelijkheden voor het generiek laten vervallen van fosfaatrechten (generieke afroming), bijvoorbeeld als het fosfaatplafond dreigt te worden overschreden.

## Geschiedenis
In 1984 introduceerde de Europese Unie het melkquotum om de productie van melk te beperken. Er werd op dat moment, als gevolg van het toenmalige systeem van minimumgarantieprijzen meer geproduceerd dan geconsumeerd. Door het steeds groter wordende mestoverschot in Nederland en de dreiging dat melkveehouders gingen overstappen op varkens- of pluimveehouderij kwam de Nederlandse overheid met maatregelen om dat tegen te gaan. Zo werd in 1986 de Meststoffenwet geïntroduceerd die de productie van fosfaat (en daarmee mest) beperkte in alle agrarische sectoren. Nederland kreeg een fosfaatproductieplafond, wat betekende dat de sectoren niet meer dan 172,9mln kg fosfaat mochten uitstoten.
In 2007 kondigde de Europese Unie aan dat het melkquotum per 2015 afgeschaft zou worden. Na die bekendmaking groeide de veestapel, maar door voermaatregelen en verkleining van de vleesveehouderij bleven tot 2015 de gevolgen voor de mestproductie beperkt. Niet alleen het aantal melkkoeien nam tussen 2008 en 2015 toe, het veevoer kende in 2015 een hoger fosforgehalte dan in de jaren ervoor, met een hoger fosfaatgehalte in de mest als gevolg. Door de combinatie van deze factoren werd in 2015 het fosfaatproductieplafond overschreden. Omdat in 2016 opnieuw het fosfaatproductieplafond werd overschreden kwam er een fosfaatreductieplan. Dit plan kwam tot stand uit een samenwerking tussen verschillende sectorpartijen (NZO, LTO en NMV) en het Ministerie van Economische Zaken en was op drie pijlers geënt:
- Verlaging van het fosforgehalte in veevoer.
- Een stoppersregeling, met het doel de totale melkveestapel te verkleinen
- Een regeling voor het verkleinen van de veestapel, waarbij alle veehouders hun veestapel moesten terugbrengen naar de hoeveelheid op het referentiemoment (2 juli 2015) minus 4%.

De laatste regeling die de melkveestapel met 100.000 koeien moest verkleinen werd uiteindelijk vervangen met fosfaatrechten. Hiermee werd afgeweken van het stelsel van dierrechten wat werd gebruikt bij de varkens- en pluimveehouderij. De reden daarvoor is dat fosfaatrechten direct sturen waar het om gaat, fosfaatproductie, terwijl dierrechten dat niet doen. Een ander alternatief was het opnieuw beperken van de melkproductie per dier of bedrijf, maar dat had niet de voorkeur van de sector.
Niet alleen financiële belangen speelde bij de introductie van fosfaatrechten een rol, het kabinet gaf aan het belangrijk te vinden dat organische mest nuttig en efficient wordt ingezet. Hierdoor zou men hebben willen voorkomen dat schaarse grondstoffen als fosfaaterts voor de productie van fosfaatkunstmest zou worden gebruikt of dat energie voor de productie van stikstofkunstmest ingezet moest worden.

## Kritiek vanuit Europese Commissie
Het initiële voorstel voor fosfaatrechten kreeg geen goedkeuring van de Europese Commissie omdat zij twee belemmeringen zag. Ten eerste waren de fosfaatrechten verhandelbaar, waardoor ze ook in waarde konden stijgen en er dus winst mee gemaakt kon worden. Dit zag de Europese Commissie als een vorm van staatsteun. Staatssteun mag echter niet verstrekt worden wanneer er sprake is van een EU-norm overtreding. De tweede belemmering was dat staatsteun via verhandelbare rechten enkel is toegestaan als het de doelstelling heeft verder te gaan dan slechts het bereiken van EU opgestelde (milieu)doelstellingen.
De eerste belemmering werd opgelost door het moment dat Nederland onder het fosfaatproductieplafond produceerde te gebruiken als referentiemoment. Daarnaast werd er een generieke korting van 8,3% toegepast om er zeker van te zijn dat men onder het fosfaatproductieniveau uit zou komen. Pas als dat het geval was zouden de fosfaatrechten verhandelbaar zijn.
De tweede belemmering werd opgelost door de afgeroomde rechten bij verhandeling onder te brengen in een zogeheten fosfaatbank. De fosfaatbank geeft de ingenomen fosfaatrechten vervolgens gratis in tijdelijke (van 5 jaar) en niet-verhandelbare vorm aan grondgebonden bedrijven middels een lotingssysteem. Op deze manier wordt de grondgebonden landbouw bevorderd. Omdat jonge boeren met een grondgebonden bedrijf meer kans maken bij de loting worden juiste zij geholpen met dit systeem.
Uiteindelijk gaf de Europese Commissie op 19 december 2017 goedkeuring voor de verhandelbare fosfaatrechten die per 1 januari 2018 in werking zouden treden.